# 思想検事
思想検事（しそうけんじ）は、思想犯罪をとりしまる検事である。

## 概略
官制上は、思想検事という官職はなく、単に事務分担上、思想掛（係）の検事を「思想検事」と称した。思想犯罪は、反国家的主張のもとになされる法益侵害行為であった。これには、治安維持法違反、治安警察法違反、大逆罪、内乱罪、外患罪、騒擾罪その他、殺人罪、傷害罪等がふくまれた。思想検事は左翼掛（第一部）と右翼掛（第二部）とにわけられた。その他、戦時中から戦後にかけて「労働係検事（労働検事）」などもあった。
1927年10月、東京地方裁判所検事局検事正 塩野季彦、同次席検事 松阪広政の下で、一般検察実務から独立した思想問題専従の特別部として「思想専門」（通称・思想部）が設けられた。同部長に平田勲が就き、三・一五事件、四・一六事件を指揮したのを嚆矢とする。その後、平田は、佐野学、鍋山貞親らの転向を演出した。1928年7月、裁判所職員定員令改正により官制上で「思想検事」が正式に誕生した。
これら事件の前、京都学連事件では、林頼三郎司法次官、小山松吉検事総長、各控訴院検事長、各府県特高課長らが協議した上で、「私有財産制度」否認を理由として治安維持法が初適用された。それが、若槻礼次郎内相などによる政府統一見解を逸脱し、三宅正太郎の疑義にもかかわらず、現実の被害発生取締り目的ではなく、危険を惹起（引き起こす）したものを直ちに取締まるのを目的として、実際の思想・信条をも対象とする予防法的役割として、拡大運用解釈されたのが前述の三・一五事件や四・一六事件であった。
この後も、1919年末の林頼三郎大審院検事による三・一独立運動を視察した際の「思想犯の社会からの隔離」の提言を下敷きに、太田耐造司法省刑事局第六課長の下で、行刑や思想犯保護観察法（1936年）などの趣旨を取り入れ、予防拘禁が盛り込まれた1941年の新治安維持法が策定された。こうして思想検察が確立され、思想警察や思想憲兵と共に戦時日本の治安体制を担っていくこととなった。戦前は警察や憲兵すらも検事の指揮を受け補佐する立場であり、思想捜査でも主宰者として強大な権限を有していた。
戦後、木内曽益はじめ「経済検察」の拡張があったが、東西冷戦の激化を理由として、思想検事系列の人脈も公職追放された中堅以上を除いて生き残った。戦前ゾルゲ事件担当にあった吉河光貞などがプラカード事件などの渦中のなか、法務府特別審査局長として団体等規正令の運用等にあたった。その後、1950年代半ばの追放明けと共に多くが復帰し、戦前の「思想検察」系列検事は戦後「公安検察」を形容することとなった。岸本義広はじめ、田中耕太郎最高裁判所長官の「治安維持の一翼」を積極的に担ってゆく方針の下、池田克が最高裁判事に任用され、松川事件、国鉄檜山事件など、戦後の「公安事件」でも厳しい判断を下していった。現在の「公安検察」は、公安警察が送検した事件について立件の可否を判断することを任務としているが、近年では極左暴力集団によるゲリラ事件が下火となっていることから、薬物事件や暴力団などの組織犯罪も扱っている。